# Arroyo de San Carlos
El arroyo de San Carlos es un curso de agua uruguayo que atraviesa el departamento de  Maldonado perteneciente a la cuenca hidrográfica del Río de la Plata.
Nace en la Sierra de Carapé y desemboca en el Arroyo de Mataojo, cerca de la localidad de San Carlos, recorre alrededor de  21 km.